# 兩洋海軍法案
《两洋海军法案》，也称为文森-沃尔什法案，是美国于1940年7月19日颁布的一项法律，以众议院和参议院海军事务委员会主席卡尔·文森和大卫·沃尔什的名字命名分别。这是美国历史上最大的海军采购法案，它将美國海軍的规模扩大了70%。

## 歷史
1934年的文森-特拉梅尔法案和1938年海军法案，实施了适度的海军扩张计划。  1940 年 6 月上旬，美国国会通过了将海军吨位增加 11% 并扩大海军航空能力的立法。 6月17日，在德军征服法国几天后，海军作战部长哈罗德·斯塔克向国会申请40亿美元，将美国作战舰队的规模扩大70%，增加257艘舰艇，总计1,325,000吨。 6月18日，经过不到一个小时的辩论，众议院以316比0的投票结果批准了85.5亿美元用于海军扩张计划，该计划将重点放在飞机上。众议员。担任众议院海军事务委员会主席的文森表示，它对航母的重视并没有减少对战列舰的承诺，但“飞机的现代发展最终表明，当今海军的支柱是航空母舰。这艘航母，周围有驱逐舰、巡洋舰和潜艇，是所有现代海军特遣部队的先锋。”  《两洋海军法》于 1940 年 7 月 19 日颁布。
本法案授權下列的採購項目：
- 18艘航空母艦
- 2艘愛荷華級戰艦
- 5艘蒙大拿級戰艦
- 6艘阿拉斯加級大型巡洋艦
- 27艘巡洋艦
- 115艘驅逐艦
- 43艘潛水艇
- 15,000架飛機
- 換算後是100,000噸的輔助艦艇
- $5千萬美元用在巡邏、護航以及其他的船隻
- $1億5千萬美元用在必需要的裝備和設施
- $6千5百萬美元用在軍規材料或軍需品的製造
- $3千5百萬美元用在設施的擴充

扩建计划原定需要五到六年时间，但《纽约时报》对造船能力的研究称其“有问题”，除非捨弃提议裏的“设计上的根本改变”。 

## 參照
- 华盛顿海军会议
- 华盛顿海军条约